# Monostabile Kippstufe
Eine monostabile Kippstufe, auch monostabiler Multivibrator, Monoflop oder Univibrator, ist eine digitale Schaltung, die nur einen stabilen Zustand hat. Von einem von außen eintreffenden  Trigger-Signal angestoßen, ändert die Schaltung für eine bestimmte Zeit ihren Schaltzustand. Anschließend kehrt die Kippstufe wieder in die Ruhelage zurück.

## Klassifikation
Man unterscheidet zwischen nachtriggerbaren (auch: retriggerbar) und nicht nachtriggerbaren Monoflops. Nachtriggerbar bedeutet, dass ein während des Zeitablaufes eintreffendes Triggersignal die interne Zeit jeweils erneut startet und der aktive Schaltzustand dementsprechend zeitlich verlängert wird. Bei einem nicht nachtriggerbaren Monoflop hat ein Triggersignal während der aktiven Phase keine Wirkung.

## Diskretes Monoflop

Monostabile Kippstufe mit Bipolartransistoren

Die nebenstehende Beispielschaltung ist ein retriggerbares Monoflop. Im Grundzustand ist der Bipolartransistor Q2 leitend, während der Transistor Q1 sperrt. Den erforderlichen Basisstrom des Transistors Q2 liefert der Widerstand R2. Zum Triggern des Monoflops muss das Triggersignal auf den L-Pegel gelegt werden. Hierdurch wird der Transistor Q2 gesperrt. Durch die Rückkopplung über den Widerstand R4 wird der Transistor Q1 leitend. 
Ab diesem Zeitpunkt beginnt die Zeit beim Monoflop zu laufen. Die Zeitkonstante wird bei dieser Schaltung durch den Widerstand R2 und den Kondensator C1 eingestellt. Durch den Ladestrom über den Widerstand R2 wird der Kondensator C1 aufgeladen. Nach einer definierten Zeit (der Schaltzeit des Monoflops) ist der Kondensator so weit aufgeladen, dass die Kondensatorspannung in die Größenordnung der Basis-Emitter-Spannung des Transistors Q2 kommt. Ab diesem Zeitpunkt wird der Transistor Q2 wieder leitend. Der Widerstand R4 koppelt die Ansteuerung des Transistors Q1 mit dem Transistor Q2. Die Kollektor-Emitter-Spannung beim leitenden Transistor Q2 liegt unter der Basis-Emitter-Spannung beim Transistor Q1, so dass dieser sperrt.
Wenn der Transistor Q1 wieder sperrt, wird der Kondensator C1 über die beiden Widerstände R1 und R2 entladen.
Das diskrete Monoflop besitzt den Nachteil, eine gewisse Abhängigkeit von der Betriebsspannung zu haben, welcher in der approximierten Formel zur Haltezeit nicht zum Ausdruck kommt, wobei der Verlauf für die einfache als auch die verbesserte Version in etwa derselbe ist.

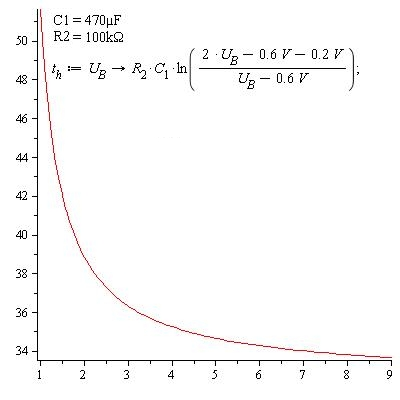
Beispiel für die Abhängigkeit der Haltezeit von der Betriebsspannung

### Haltezeit (approximiert/angenähert)
Das Ausgangssignal am Kollektor von Q1 ist bei der abgebildeten Schaltung ein negativer Impuls der Dauer 
{\displaystyle t_{H}\approx \ln(2)R_{2}C_{1}}.
Das Produkt {\displaystyle R_{2}C_{1}} wird auch oft als Größe {\displaystyle \tau } abgekürzt. Sie hat die Dimension einer Zeit.
Als Ansatz für diese Gleichung wurde {\displaystyle U_{BE_{Q_{2}}}(t)=U_{B}(1-2e^{-{\frac {t}{\tau }}})} genommen. Um von dieser Formel auf die Approximation zu gelangen, wird beispielsweise für die Abbruchbedingung {\displaystyle U_{BE_{Q_{2}}}(t_{H})=U_{BE_{Q_{2}}sat}}  angenommen, dass {\displaystyle U_{BE_{Q_{2}}sat}=0} gilt.

### Haltezeit
Wiederum unter Berücksichtigung der Abbruchbedingung {\displaystyle U_{BE_{Q_{2}}}(t_{H})=U_{BE_{Q_{2}}sat}} berechnet man für {\displaystyle U_{BE_{Q_{2}}}(t)=U_{B}-(2U_{B}-U_{BE_{Q_{2}}sat}-U_{CE_{Q_{1}}sat})e^{-{\frac {t}{\tau }}}} eine exakte Haltezeit der Dauer
{\displaystyle t_{H}=R_{2}C_{1}\ln \left({\frac {2U_{B}-U_{BE_{Q_{2}}sat}-U_{CE_{Q_{1}}sat}}{U_{B}-U_{BE_{Q_{2}}sat}}}\right)\approx \ln(2)R_{2}C_{1}}.
Die Zeit t ist nahezu unabhängig von der Betriebsspannung, die abgebildete Beispielschaltung verträgt jedoch nur eine Speisespannung von bis zu 5 Volt, da ansonsten die Basis von Q2 zu Impulsbeginn einen Wert unterhalb von −5 Volt annimmt – ein typischer Grenzwert für Bipolartransistoren.

## Diskretes Monoflop (verbessert)

Verbesserte monostabile Kippstufe mit Bipolartransistoren

Um das oben erwähnte Problem zu umgehen, empfiehlt es sich, eine Diode vor die BE-Strecke von T2 zu schalten, da dann der Kondensator beim Entladevorgang als Quelle keinen Strom entgegen der Richtung der Schutzdiode fließen lassen kann und somit keine negative Spannung über der BE-Strecke von T2 abfällt.
Die genaue Haltezeit verändert sich entsprechend der zusätzlichen Schutzdiode zu
{\displaystyle t_{H}=R_{2}C_{1}\ln \left({\frac {2U_{B}-U_{BE_{T_{2}}sat}-U_{CE_{T_{1}}sat}-U_{F}}{U_{B}-U_{BE_{T_{2}}sat}-U_{F}}}\right)\approx \ln(2)R_{2}C_{1}}.
Weiterhin hat die Diode den Vorteil, dass wenn man den negativen Impuls durch einen Taster simuliert, die rechte Seite von {\displaystyle C_{1}} nicht augenblicklich auf Masse gezogen wird und somit die Haltezeit nicht stark stochastisch von den oben angegebenen Formeln abweicht, da {\displaystyle C_{1}} sich je nach individueller Tastdauer über den direkten Kontakt zu Masse im Gegensatz zum vorherigen Fall direkt entladen kann.
Eine weitere Verbesserung besteht darin, zusätzlich einen Widerstand {\displaystyle R_{5}} zwischen Basis und Emitter von {\displaystyle T_{1}} zu schalten, wodurch dieser besser sperrt, da entsprechend der Formel
{\displaystyle U_{BE_{T_{1}}}=U_{CE_{T_{2}}sat}\cdot {\frac {R_{5}}{R_{4}+R_{5}}}}
nur noch ein Teil der CE-Sättigungsspannung von {\displaystyle T_{2}} zwischen Basis und Emitter von {\displaystyle T_{1}} abfällt.

## Integriertes Monoflop

Monoflop-Symbol nach DIN

Impulsdiagram
E: Eingang
Q: Ausgang

Sowohl nicht retriggerbare als auch retriggerbare Monoflops gibt es als Integrierte Schaltkreise (beispielsweise den Standardtyp 74x121), die lediglich die zeitbestimmenden Bauteile (einen Widerstand und einen Kondensator) als externe Beschaltung benötigen. Diese Bausteine weisen eine wesentlich geringere Betriebsspannungs- und Temperaturabhängigkeit der Impulsdauer auf als obige Beispielschaltung. Mit ihnen lassen sich Zeiten von etwa 50 ns bis etwa 1 s realisieren. Bei größeren Zeiten sind gute, große und daher teure Kondensatoren erforderlich; man verwendet daher bei größeren Zeiten stattdessen Integrierte Schaltkreise, die einen internen Frequenzteiler besitzen, der von einem Multivibrator gespeist wird. Die Frequenz des Multivibrators ist ebenso wie bei Monoflop-Schaltkreisen mit einem externen Widerstand und einem Kondensator wählbar. Erreicht der Multivibrator die Impulszahl des Teilerverhältnisses, wird der Ausgangsimpuls beendet. Oft ist der Frequenzteiler programmierbar, sodass sich Zeiten von Sekunden bis zu mehreren Stunden erzielen lassen.

## Anwendungsbeispiele
Die Funktion eines Monoflops ist zum Beispiel in einem Treppenlichtautomat realisiert, bei dem auf Knopfdruck das Licht für eine bestimmte Zeitspanne eingeschaltet wird. In diesem Anwendungsfall ist ein nachtriggerbares Monoflop sinnvoll, da hierdurch die Lichtphase durch erneutes Drücken verlängert werden kann.
Weitere Anwendungen sind:
- Impulsgeneratoren
- Bestandteil von Frequenz-Spannungs-Wandlern und Drehzahlmessern
- Verlängern eines kurzen Impulses auf eine definierte Länge
- Zeitrelais